# ŠKF Sereď
Maillots
Le ŠKF Sereď est un club slovaque de football basé à Sereď.

## Histoire
- Fondation le 28 juin 1914 avec le nom Sereďský športový klub
- 2018 : le club est renommé ŠKF iClinic Sereď lors de sa promotion au sein de la première division

## Palmarès
- Championnat de deuxième division
  - Champion : 2017-2018